# Oxylasma
Oxylasma là một chi bọ cánh cứng trong họ 
Elateridae.
Chi này được miêu tả khoa học năm 1881 bởi Broun.

## Các loài
Các loài trong chi này gồm:
- Oxylasma basalis Broun, 1886
- Oxylasma carinalis Broun, 1893
- Oxylasma pannosum Broun, 1881
- Oxylasma tectum Broun, 1881
- Oxylasma vittiger Broun, 1893